# Dysgonia harmonica
Dysgonia harmonica är en fjärilsart som beskrevs av George Francis Hampson 1902. Dysgonia harmonica ingår i släktet Dysgonia och familjen nattflyn. Inga underarter finns listade i Catalogue of Life.